# Даллас (Орегон)
Даллас (англ. Dallas) — город в США, расположенный в северо-западной части штата Орегон, является административным центром округа Полк. По данным переписи населения 2010 года в городе проживало 14 583 человека. Расположен вдоль Рикрелл-Крика, притока Уилламетта, примерно в 24 км к западу от Сейлема, на высоте 99 м над уровнем моря. Входит в Сейлемский метрополитенский статистический ареал.

## История
Даллас был заселён в 1840-х годах по северной стороне Рикрелл-Крика и первоначально был назван «Синтиан» или «Синтиана». В 1947 года в местной газете Polk County Itemizer-Observer так объяснялось первоначальное название города: «Город назвали Синтианой в честь города Синтиана, штат Кентукки, названной так миссис Лавлейди». «Миссис Лавлейди была удостоена чести назвать новое поселение, и она выбрала имя в честь своего родного города Синтиана, штат Кентукки».
Почтовое отделение в Далласе было основано в 1852 году. В 1856 году город был перенесён более чем на милю к югу из-за нехватки воды.
Даллас конкурировал с городом Индепенденс, чтобы быть административным центром округа Полк, и жители Далласа собрали 17 тыс. $, чтобы провести ветку узкоколейной железной дороги в город, таким образом, повысив значение города. Линия была построена в 1878—1880 годах. Требовалось более подходящее название для города, и поскольку Джордж Миффлин Даллас был вице-президентом при Джеймсе К. Полке, в честь которого был назван округ, «Даллас» был естественным выбором.

## География
По данным Бюро переписи населения США, общая площадь города составляет 12,46 км².

## Климат
Согласно классификации климатов Кёппена, в Далласе преобладает субтропический сухой, или средиземноморский климат (Csb). Эта климатическая зона имеет среднюю температуру выше 10 °C в самые тёплые месяцы и в среднем самые холодные от 18 до −3 °C. Лето, как правило, сухое, менее чем на треть меньше, чем в самый влажный зимний месяц, и с количеством осадков менее 30 мм в летний месяц. Во многих регионах со средиземноморским климатом зима относительно мягкая, а лето очень тёплое..

## Население
Согласно переписи населения 2010 года в городе проживало 14 583 человека. Плотность населения 1 170,6 чел./км². Расовый состав города: 92,6 % — белые, 0,2 % — афроамериканцы, 2,0 % — коренные жители США, 0,2 % — азиаты, 0,1 % — выходцы с тихоокеанских островов, 1,6 % — представители других рас, 2,7 % — представители двух и более рас. Число испаноязычных жителей любых рас составило 5,9 %.
Население города по возрастному признаку распределилось таким образом: 25 % — жители моложе 18-ти лет, 7,9 % находились в возрасте от 18 до 24-х лет, 23,3 % находились в возрасте от 25 до 44-х лет, 24,8 % находились в возрасте от 45 до 64-х лет, 18,8 % — лица 65 лет и старше. Гендерный состав: 52,1 % — женщины и 47,9 % — мужчины.

## Инфраструктура
В Далласе имеется госпиталь Уэст-Велли и Далласская высшая школа. Через город проходит трасса автомагистрали штата Орегон № 223.